# Raïon de Zimovniki
Le raïon de Zimovniki (russe : Зимовнико́вский райо́н) est un district administratif et municipal (raïon), l'un des quarante-trois de l'oblast de Rostov, en Russie. Il est situé au sud-est de l'oblast. La superficie du district est de 5 228 km2. Son centre administratif est la localité rurale (village) de Zimovniki. Sa population est de 37 092 (recensement de 2010 ); 38 190 (Recensement de 2002). La population de Zimovniki représente 48,7% de la population totale du district. 